# Jasmine Camacho-Quinn
Jasmine Camacho-Quinn   (Charleston, 21 d'agost de 1996) és una atleta porto-riquenya especialitzada en 100 metres tanques. El 2021, als jocs de Tòquio 2020, es va convertir en la segona porto-riquenya de la història i la primera d'origen afro-llatí a guanyar una medalla d'or representant Puerto Rico als Jocs Olímpics. També ha guanyat 2 medalles als Campionats del Món.
Actualment té el rècord nacional portoriqueny dels 100 metres tanques aconseguit a la final dels Jocs Olímpics de Tòquio, amb una marca de 12.26 segons.
Provinent d'una família d'atletes, els seus pares James i Maria competien en atletisme a la Charleston Southern University de North Charleston, Carolina del Sud. La seva mare, María Camacho, va néixer i créixer a Trujillo Alto, Puerto Rico, fins als 9 anys en què la familia es va traslladar a Nova Jersey. Robert Quinn, jugador de futbol americà, és el seu germà. Va ser membre de l'equip femení d'atletes, Kentucky Wildcats, de la Universitat de Kentucky on també va pertànyer anteriorment la atleta Kendra Harrison qui, el 2016, va establir el rècord mundial de 100 metres tanques amb un temps de 12:20.
El 2016, va participar en els jocs Olímpics d'estiu de Rio de Janeiro en els 100 metres tanques on va ensopegar amb una tanca a semifinals i no va poder acabar la carrera. El 2021, en la mateixa disciplina, va guanyar la medalla d'or del Jocs Olímpics d'Estiu de 2020 de Tòquio, establint un nou rècord olímpic, amb un temps de 12:26 en les semifinals, superant la marca anterior de l'australiana Sally Pearson (12:35) del 2012; i sent la quarta millor marca de la història.
El 2022, en el seu primer Campionat del Món, guanyava la medalla de bronze a Eugene, convertint-se en la primera dona de Puerto Rico en pujar al podi en aquesta competició. Un any més tard, aconseguia la medalla de plata al Campionat del Món de Budapest 2023.
El 2023, va aconseguir la medalla de plata al Campionat del Món celebrat a Budapest, amb un temps de 12.44 segons, a només una centèsima de la guanyadora, la jamaicana Danielle Williams. Un any més tard, en els Jocs Olímpics de París, aconseguia la medalla de bronze, esdevenint la primera atleta de Puerto Rico a guanyar dues medalles olímpiques.

## Marques personals
| Disciplina   | Marca    | Vent | Seu      | Data           |
| ------------ | -------- | ---- | -------- | -------------- |
| 100m tanques | 12.26 NR | -0.2 | Tòquio   | 1 agost 2021   |
| 100m llisos  | 11.22    | +0.9 | Florida  | 24 juliol 2020 |
| 200m llisos  | 22.27    | +1.2 | Carolina | 18 març 2022   |

## Trajectòria professional
| Jocs Olímpics     | Jocs Olímpics  | Jocs Olímpics   | Jocs Olímpics |
| Any               | Seu            | Posició         | Prova         |
| ----------------- | -------------- | --------------- | ------------- |
| 2016              | Rio de Janeiro | Semifinals (DQ) | 100m tanques  |
| 2020              | Tòquio         | 1               | 100m tanques  |
| 2024              | París          | 3               | 100m tanques  |
| Campionat del Món |                |                 |               |
| 2022              | Eugene         | 3               | 100m tanques  |
| 2023              | Budapest       | 2               | 100m tanques  |